# Lyman Young
Pour les articles homonymes, voir Young.
Lyman Young est un auteur de bande dessinée américain, né le 20 octobre 1893 à Chicago dans l'Illinois et mort le 9 février 1984. Il est surtout connu pour son comic strip d'aventure Richard le Téméraire (Tim Tyler's Luck), qu'il a créé en 1928 et animé jusqu'aux années 1950. Le frère cadet de Lyman Young, Chic, est le créateur du célèbre comic strip Blondie.

## Biographie
Né en 1893 à Chicago, il étudie au Chicago Art Institute avant de se lancer dans la publicité, puis se dirige vers la bande dessinée et succède en 1924 à C. W. Kahles en reprenant The Kelly Kids. Il crée The Kid Sister, ayant comme sujet les aventures sentimentales de deux sœurs. En 1952 son fils Bob est nommé responsable du daily strip et Tom Massey dessine le strip du dimanche. En 1938, ses personnages deviennent des héros de western dans le serial Tyler's Luck d'Universal Pictures.